# Ramón Delgado
Ramón Delgado (Asunción, Paraguay; 14 de noviembre de 1976) es un exjugador profesional de tenis paraguayo.
En su carrera ha ganado ocho challengers en singles y llegó a una final ATP, en Bogotá, en el año 1998. En dobles ganó cuatro challengers. Es el jugador contra quien el español Rafael Nadal consiguió su primera victoria como profesional (a la edad de 15 años). La victoria más importante de su carrera la consiguió el 28 de mayo de 1998 en  Roland Garros frente al entonces número uno del mundo, el estadounidense Pete Sampras en sets corridos. Actualmente, comenta junto con Adrián Maltese (por la señal de cable Tigo Sports) todos los duelos de Copa Davis donde juega el equipo de Paraguay tanto de local como de visitante.

## Títulos (0)

### Finalista en individuales (1)
| Leyenda                |
| Grand Slam (0)         |
| Tennis Masters Cup (0) |
| ATP Masters Series (0) |
| ATP Tour (0)           |

| N.º | Fecha                  | Torneo | Superficie    | Oponente en la final | Resultado |
| 1.  | 2 de noviembre de 1998 | Bogotá | Tierra batida | Mariano Zabaleta     | 4-6 4-6   |

### Clasificación en torneos del Grand Slam
| Torneo          | 2010 | 2006 | 2004 | 2003 | 2002 | 2001 | 1999 | 1998 | 1997 | 1996 | Títulos |
| --------------- | ---- | ---- | ---- | ---- | ---- | ---- | ---- | ---- | ---- | ---- | ------- |
| Australian Open | -    | -    | -    | -    | 1R   | -    | 1R   | -    | -    | -    | 0       |
| Roland Garros   | -    | -    | -    | -    | 1R   | -    | 1R   | 4R   | 2R   | -    | 0       |
| Wimbledon       | 1R   | -    | 1R   | -    | 1R   | -    | 1R   | 1R   | -    | -    | 0       |
| US Open         | -    | 1R   | -    | 2R   | 3R   | 3R   | 1R   | 1R   | -    | 1R   | 0       |

## Challengers (12)

### Individuales (8)
| N.º | Fecha                    | Torneo             | Superficie        | Oponente en la final | Resultado      |
| --- | ------------------------ | ------------------ | ----------------- | -------------------- | -------------- |
| 1.  | 7 de julio de 1997       | Cali               | Polvo de ladrillo | Sebastián Prieto     | 6-3 1-6 7-6    |
| 2.  | 4 de junio de 2001       | Tallahassee        | Dura              | Justin Gimelstob     | 7-5 6-3        |
| 3.  | 23 de julio de 2001      | Campos do Jordao-2 | Dura              | Daniel Melo          | 7-6(3) 6-2     |
| 4.  | 22 de noviembre de 2004  | Bogotá             | Polvo de ladrillo | Mariano Puerta       | 6-4 7-5        |
| 5.  | 19 de septiembre de 2005 | Lubbock            | Dura              | Bobby Reynolds       | 2-6 7-6(5) 6-3 |
| 6.  | 27 de marzo de 2006      | Ciudad de México   | Polvo de ladrillo | Alejandro Falla      | 6-3 4-6 6-4    |
| 7.  | 26 de marzo de 2007      | Ciudad de México   | Tierra batida     | Adrián García        | 6-3 6-3        |
| 8.  | 12 de octubre de 2009    | Asunción           | Polvo de ladrillo | Daniel Gimeno-Traver | 7-6(2) 1-6 6-3 |
| 9.  | 23 de noviembre de 2009  | Puebla             | Dura              | Andre Begemann       | 6-3 6-4        |

### Finalista en individuales (5)
- 1997: Quito CH (pierde ante Mariano Puerta)
- 2001: Rocky Mount CH (pierde ante Jan Vacek)
- 2001: Campinas-1 CH (pierde ante Alessio di Mauro)
- 2004: Champaign CH (pierde ante Justin Gimelstob)
- 2005: Nashville CH (pierde ante Bobby Reynolds)

### Dobles (4)
| Leyenda                |
| Grand Slam (0)         |
| Tennis Masters Cup (0) |
| ATP Masters Series (0) |
| ATP Tour (0)           |
| Challengers (4)        |

| N.º | Fecha                 | Torneo      | Superficie    | Pareja      | Oponentes en la final        | Resultado  |
| --- | --------------------- | ----------- | ------------- | ----------- | ---------------------------- | ---------- |
| 1.  | 20 de octubre de 2003 | Torrance    | Dura          | André Sá    | Diego Ayala Robert Kendrick  | 6-3 6-4    |
| 2.  | 5 de enero de 2004    | Sao Paulo-1 | Dura          | André Sá    | Franco Ferreiro Marcelo Melo | 7-5 7-6(5) |
| 3.  | 17 de enero de 2005   | La Serena   | Tierra batida | Enzo Artoni | Tomas Behrend Marcos Daniel  | 7-6(2) 6-4 |
| 4.  | 31 de octubre de 2005 | Boston      | Dura          | André Sá    | Harsh Mankad Jeremy Wurtzman | 6-3 6-2    |